# Erythrochiton giganteus
Erythrochiton giganteus är en vinruteväxtart som beskrevs av R.C. Kaastra & A.H. Gentry. Erythrochiton giganteus ingår i släktet Erythrochiton och familjen vinruteväxter. Inga underarter finns listade i Catalogue of Life.